# Lamissio
Lamissio (også Laiamicho, Lamissone; første halvdel af det 5. århundrede) var en langobardisk konge – måske mytologisk – der regerede i den første halvdel af det 5. århundrede.
Ifølge langobardernes fortællinger fortalt af Paulus Diaconus, var Agelmund en søn af en hore der efter at hun havde prøvet at drukne ham (og hans seks søskende) var blevet adopteret af den tidligere konge Agelmund. Lamissio var nu kommet til magten på et svært tidspunkt for langobarderne. Bulgarerne havde dræbt den tidligere konge og taget hans datter, prinsessen, som slavinde. Lamissio fik besejrede Bulgarerne i et slag. Fortællingerne syntes usandsynlige eftersom bulgarerne ikke nævnes andet steds førend slutningen af det 5. århundrede.